# Tisha Sterling
Patricia Ann Sterling, detta Tisha (Los Angeles, 10 dicembre 1944), è un'attrice statunitense.
Figlia degli attori Robert Sterling e Ann Sothern, è apparsa nei film Village of the Giants (1965), dove interpreta la delinquente Jean, e  L'uomo dalla cravatta di cuoio (1968), dove interpreta Linny Raven

## Biografia
Ha iniziato la carriera di attrice negli anni sessanta con una piccola parte nella serie di sua madre, The Ann Sothern Show. Successivamente ha interpretato parti in The Donna Reed Show, The Long, Hot Summer, Bonanza, Batman, nel ruolo della figlia di Ma Parker (interpretata da Shelley Winters), Reporter alla ribalta, The Bold Ones: The Lawyers, Hawaii Squadra Cinque Zero, Colombo e The New Adventures of Perry Mason. È apparsa anche nei film Village of the Giants (1965), L'uomo dalla cravatta di cuoio (1968) e Norwood (1970).
Nel 1987 ha interpretato sua madre da giovane (nelle sequenze in flashback) in Le balene d'agosto e poi altri due film. L'ultima sua apparizione sullo schermo è stata con La colazione dei campioni (1999) con Bruce Willis.
Da allora si è ritirata dalla recitazione andando a vivere a Ketchum, Idaho (dove sua madre ha vissuto per molti anni fino alla sua morte nel 2001) con sua figlia, Heidi Bates Hogan.

## Vita privata
Sterling è stata sposata con Lal Baum (1937–1987), pronipote dello scrittore L. Frank Baum, dal 1965 al 1970.

## Filmografia parziale

### Cinema
- Village of the Giants, regia di Bert I. Gordon (1965)
- L'uomo dalla cravatta di cuoio (Coogan's Bluff), regia di Don Siegel (1968)
- 7 volontari dal Texas (Journey to Shiloh), regia di William Hale (1968)
- Il mistero della bambola dalla testa mozzata (The Name of the Game Is Kill!), regia di Gunnar Hellstrom (1968)
- Norwood, regia di Jack Haley Jr. (1970)
- Le balene d'agosto (The Whales of August), regia di Lindsay Anderson (1987)
- Amici per la vita (Dark Horse), regia di David Hemmings (1992)
- La colazione dei campioni (Breakfast of Champions), regia di Alan Rudolph (1999)

### Televisione
- L'ora di Hitchcock (The Alfred Hitchcock Hour) – serie TV, episodio 3x02 (1964)
- Mr. Novak – serie TV, episodio 2x28 (1965)
- I giorni di Bryan (Run for Your Life) – serie TV, episodio 3x14 (1967)
- I sentieri del west (The Road West) – serie TV, episodio 1x24 (1967)
- Bonanza – serie TV, episodio 9x23 (1968)
- Il virginiano (The Virginian) – serie TV, episodio 9x19 (1971)
- Colombo (Columbo) – serie TV, episodio 3x03 (1974)